# Mandre
Mandre je vesnice ležící v jihozápadní části chorvatského ostrova Pag, na pobřeží Maunského kanálu v Jaderském moři. Je částí opčiny Kolan v Zadarské župě. V roce 2011 zde žilo 395 obyvatel.
Turistické letovisko se začalo budovat po roce 1980. V Mandre se nachází jen 60 trvale obydlených domů, všechny ostatní apartmánové domy slouží k pronajímání turistům.